# 貿易障壁
貿易障壁（ぼうえきしょうへき、Trade barriers）とは、政府によって誘発された、国際貿易に対する規制のことである。

## 概要
様々な形態をとり得るが、次のような例が挙げられる。
- 関税
- 非関税障壁
  - 関税割当制
  - 禁輸
  - 現地調達要求
  - 平価切下げ[3]
  - 貿易規制（英語版）
  - 補助金
  - 輸入割当制
  - 輸出許可証
  - 輸出自主規制

貿易障壁の機能原理は、ほとんどの場合同一である。即ち、貿易に関する何らかのコストを強制し、商品価格を吊り上げるというものである。複数国が互いに対して貿易障壁を繰り返し行使すれば、貿易戦争が起こり得る。
経済学者は総じて、貿易障壁が有害であり、全体的経済効率を低下させるとの見解を持っている。こうした見解は、比較優位理論によって説明され得る。理論上、自由貿易はこうした障壁のうち、健康や国家安全保障に不可欠と思われるもの以外の全てを撤廃することを伴う。しかし実際には、自由貿易を積極的に推進する諸国すらも、特定の産業（例えば農業や鉄鋼業）に助成金を支給しているのである。
貿易障壁は、発展途上国に及ぼす影響の故にしばしば批判される。富裕国が大部分の取引を支配し貿易政策を設定するため、発展途上国が世界屈指の生産順位を誇る商品、例えば穀物などは、今なお高い障壁に直面している。輸入食品に対する税、あるいは先進経済地域の農家に対する補助金といった貿易障壁は、世界市場に過剰生産と不当廉売をもたらし、価格を押し下げて貧困国の農家を苦しめる。
関税もまた、一次産品には低率、労働集約型商品には高率となりがちという意味において、貧困層に不利益を及ぼす傾向がある。
開発貢献指数（Commitment to Development Index, CDI）は、富裕国の貿易政策が発展途上国に実際に及ぼす影響を測る指数である。
貿易障壁のもう1つの否定的側面は、商品の選択肢が狭まることにより、顧客が粗悪な商品を高値で購入せざるを得なくなるということである。

## 自由貿易地域の例
- 北米自由貿易協定（North American Free Trade Agreement, NAFTA）
- 南アジア自由貿易協定（South Asia Free Trade Agreement, SAFTA）
- 欧州自由貿易連合（European Free Trade Association）
- 欧州連合（European Union, EU）
- 南米諸国連合（Union of South American Nations）
- ニュー・ウェスト・パートナーシップ（カナダのアルバータ州、ブリティッシュ・コロンビア州、サスカチュワン州間の自由貿易圏）
- 湾岸協力会議共同市場（Gulf Cooperation Council common market）

その他の貿易障壁としては、文化や慣習、伝統、法律、言語、通貨などの相違がある。 